# Differococcus argentinus
Differococcus argentinus är en insektsart som först beskrevs av Morrison 1919.  Differococcus argentinus ingår i släktet Differococcus och familjen skålsköldlöss. Inga underarter finns listade i Catalogue of Life.